# UEFA Europa League
UEFA Europa League (viết tắt là UEL), trước đây được biết đến là Cúp UEFA, là một giải đấu bóng đá cấp câu lạc bộ thường niên được tổ chức từ năm 1971 bởi Liên đoàn bóng đá châu Âu (UEFA) cho các câu lạc bộ bóng đá châu Âu đủ điều kiện. Đây là giải đấu hạng hai của bóng đá cấp câu lạc bộ châu Âu, xếp dưới UEFA Champions League và trên UEFA Conference League. Cúp UEFA là giải đấu hạng ba từ năm 1971 đến 1999 trước khi UEFA Cup Winners' Cup ngừng tổ chức. Các câu lạc bộ lọt vào giải đấu dựa trên thành tích của họ tại các giải vô địch quốc gia và cúp quốc gia.
Được giới thiệu vào năm 1971 với tên gọi Cúp UEFA, giải thay thế cho Inter-Cities Fairs Cup. Vào năm 1999, UEFA Cup Winners' Cup được hợp nhất với Cúp UEFA và ngừng tổ chức. Từ mùa giải 2004–05, một vòng bảng đã được thêm vào trước vòng đấu loại trực tiếp. Giải đấu có tên gọi mới là Europa League kể từ mùa giải 2009–10, sau khi thay đổi thể thức. Việc tái xây dựng thương hiệu năm 2009 bao gồm việc hợp nhất với UEFA Intertoto Cup, tạo ra một thể thức thi đấu lớn hơn với một vòng bảng mở rộng và thay đổi tiêu chí vòng loại. Đội vô địch của UEFA Europa League giành quyền tham dự UEFA Super Cup, thăng hạng lên vòng bảng UEFA Champions League mùa giải tiếp theo kể từ mùa giải 2014–15, cũng như tham dự UEFA–CONMEBOL Club Challenge — một trận đấu cúp giao hữu với đội vô địch Copa Sudamericana — kể từ năm 2023.
Các câu lạc bộ Tây Ban Nha có số lần vô địch nhiều nhất (14 lần), tiếp theo là các đội đến từ Ý (10 lần) và Anh (9 lần). Đã có 30 câu lạc bộ giành được danh hiệu, 14 trong số đó đã giành được nhiều hơn một lần. Câu lạc bộ thành công nhất ở giải đấu này là Sevilla với 7 danh hiệu.

## Lịch sử
| Mùa giải           | Đội vô địch                  |
| UEFA Cup           | UEFA Cup                     |
| ------------------ | ---------------------------- |
| 1971-72            | Tottenham Hotspur            |
| 1972–73            | Liverpool                    |
| 1973–74            | Feyenoord                    |
| 1974–75            | Borussia Mönchengladbach     |
| 1975–76            | Liverpool (2)                |
| 1976–77            | Juventus                     |
| 1977–78            | PSV Eindhoven                |
| 1978–79            | Borussia Mönchengladbach (2) |
| 1979–80            | Eintracht Frankfurt          |
| 1980–81            | Ipswich Town                 |
| 1981–82            | IFK Göteborg                 |
| 1982–83            | Anderlecht                   |
| 1983–84            | Tottenham Hotspur (2)        |
| 1984–85            | Real Madrid                  |
| 1985–86            | Real Madrid (2)              |
| 1986–87            | IFK Göteborg (2)             |
| 1987–88            | Bayer Leverkusen             |
| 1988–89            | Napoli                       |
| 1989–90            | Juventus (2)                 |
| 1990–91            | Inter Milan                  |
| 1991–92            | Ajax                         |
| 1992–93            | Juventus (3)                 |
| 1993–94            | Inter Milan (2)              |
| 1994–95            | Parma                        |
| 1995–96            | Bayern Munich                |
| 1996–97            | Schalke 04                   |
| 1997–98            | Inter Milan (3)              |
| 1998–99            | Parma (2)                    |
| 1999–2000          | Galatasaray                  |
| 2000–01            | Liverpool (3)                |
| 2001–02            | Feyenoord (2)                |
| 2002–03            | Porto                        |
| 2003–04            | Valencia                     |
| 2004–05            | CSKA Moscow                  |
| 2005–06            | Sevilla                      |
| 2006–07            | Sevilla (2)                  |
| 2007–08            | Zenit Saint Petersburg       |
| 2008–09            | Shakhtar Donetsk             |
| UEFA Europa League |                              |
| 2009–10            | Atlético Madrid              |
| 2010–11            | Porto (2)                    |
| 2011–12            | Atlético Madrid (2)          |
| 2012–13            | Chelsea                      |
| 2013–14            | Sevilla (3)                  |
| 2014–15            | Sevilla (4)                  |
| 2015–16            | Sevilla (5)                  |
| 2016–17            | Manchester United            |
| 2017–18            | Atlético Madrid (3)          |
| 2018–19            | Chelsea (2)                  |
| 2019–20            | Sevilla (6)                  |
| 2020–21            | Villarreal                   |
| 2021–22            | Eintracht Frankfurt (2)      |
| 2022–23            | Sevilla (7)                  |
| 2023–24            | Atalanta                     |
| 2024–25            | Tottenham Hotspur (3)        |

Cúp C2 UEFA xuất hiện sau giải đấu Inter-Cities Fairs Cup, một cuộc thi bóng đá châu Âu diễn ra từ năm 1955 đến 1971. Ban đầu, giải đấu có 11 đội tham gia trong phiên bản đầu tiên (1955–58), nhưng số lượng đội tham gia tăng lên 64 đội trong phiên bản cuối cùng diễn ra trong mùa giải 1970–71. Sau đó, Cúp C2 UEFA được ra đời, một giải đấu liên đoàn mới với quy định, cấu trúc và ủy ban kỷ luật khác biệt.
Cúp C2 UEFA được tổ chức lần đầu tiên trong mùa giải 1971–72, và kết thúc với trận chung kết giữa Wolverhampton Wanderers và Tottenham Hotspur, với Tottenham Hotspur giành chiến thắng. Kể từ đó, giải đấu này đã thu hút sự chú ý và uy tín lớn hơn từ phương tiện truyền thông so với Fairs Cup. Đội bóng Anh khác là Liverpool giữ danh hiệu vào năm 1973, khi họ đánh bại Borussia Mönchengladbach trong trận chung kết. Borussia Mönchengladbach giành chức vô địch trong các năm 1975 và 1979, và đạt đến trận chung kết vào năm 1980. Feyenoord giành chiến thắng trong Cúp C2 UEFA năm 1974 sau khi đánh bại Tottenham Hotspur với tổng tỷ số 4–2 (2–2 tại London, 2–0 tại Rotterdam). Liverpool giành chiến thắng trong giải đấu lần thứ hai vào năm 1976 sau khi đánh bại Club Brugge trong trận chung kết.
Trong thập kỷ 1980, IFK Göteborg (năm 1982 và 1987) và Real Madrid (năm 1985 và 1986) đều giành chiến thắng hai lần mỗi đội, cùng với Anderlecht đạt đến hai trận chung kết liên tiếp, vô địch vào năm 1983 và thua Tottenham Hotspur năm 1984. Năm 1989 chứng kiến sự khởi đầu của sự thống trị của các CLB Ý, khi Diego Maradona cùng Napoli của ông đánh bại VfB Stuttgart. Thập kỷ 1990 bắt đầu với hai trận chung kết toàn Italy, và năm 1992, Torino thua trận chung kết trước Ajax theo quy tắc bàn thắng sân khách. Juventus giành chiến thắng trong giải đấu lần thứ ba vào năm 1993. Inter Milan giữ Cúp C2 ở Ý vào năm 1994.
Năm 1995 đã chứng kiến trận chung kết toàn Italy thứ ba, khi Parma chứng minh tính kiên định của họ sau hai trận chung kết liên tiếp ở Cúp C2 Chiến thắng. Trận chung kết duy nhất không có sự góp mặt của các đội bóng Italy trong những năm 1990 là năm 1996. Inter Milan đạt đến trận chung kết hai năm tiếp theo, thua Schalke 04 năm 1997 sau loạt sút luân lưu, và giành chiến thắng trong trận chung kết toàn Italy khác năm 1998, mang về cúp lần thứ ba chỉ trong vòng tám năm. Parma giành cúp vào năm 1999, đây cũng là chiến thắng cuối cùng của kỷ nguyên thống trị của Ý. Đây cũng là lần xuất hiện cuối cùng của các CLB Ý trong trận chung kết UEFA Cup/Europa League cho đến khi Inter Milan đạt đến trận chung kết năm 2020.

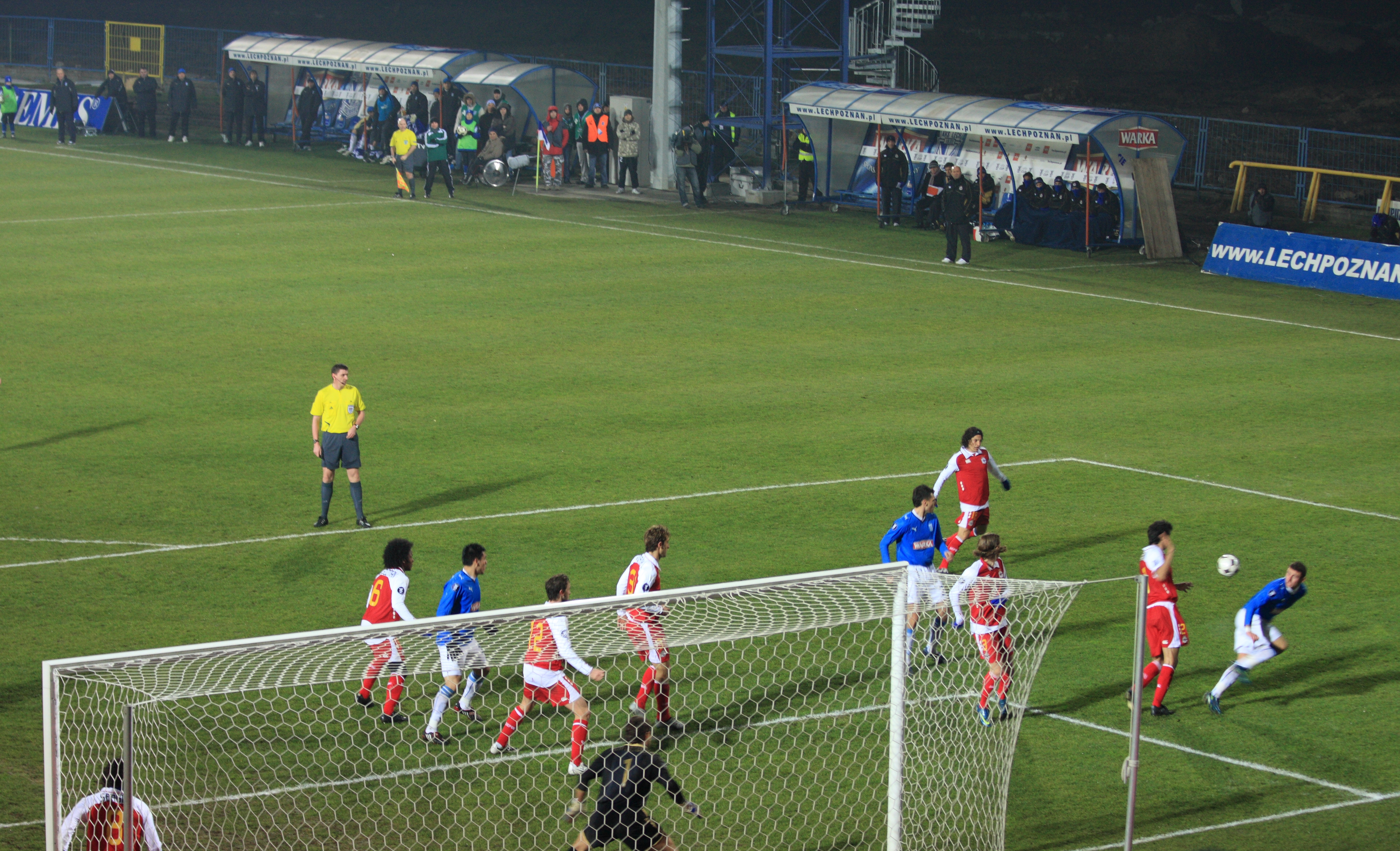
Trận đấu giữa Lech Poznań và Deportivo La Coruña trong mùa giải 2008–09.

Thập kỷ 2000 bắt đầu với chiến thắng của Galatasaray, đội bóng Thổ Nhĩ Kỳ đầu tiên giành chiếc cúp này. Liverpool giành cúp lần thứ ba vào năm 2001. Năm 2002, Feyenoord lên ngôi vô địch lần thứ hai, đánh bại Borussia Dortmund. Porto đăng quang trong các giải đấu năm 2003 và 2011, trong đó chiến thắng cuộc đối đầu với đội bóng Bồ Đào Nha khác là Braga.
Năm 2004, chiếc cúp trở về Tây Ban Nha khi Valencia giành chiến thắng. CSKA Moscow giành chiến thắng vào năm 2005. Sevilla liên tiếp đạt được thành công vào năm 2006 và 2007, trong đó trận chung kết gặp đội bóng Tây Ban Nha khác là Espanyol. Zenit Saint Petersburg giành chiến thắng vào năm 2008. Shakhtar Donetsk của Ukraine giành chiến thắng vào năm 2009, trở thành đội bóng Ukraina đầu tiên đạt được điều này.
Từ mùa giải 2009-10, giải đấu đã được đổi tên thành UEFA Europa League. Đồng thời, UEFA Intertoto Cup, giải đấu hạng ba của UEFA, đã bị chấm dứt và sáp nhập vào giải đấu Europa League mới.
Atlético Madrid đã giành chiến thắng hai lần trong ba mùa giải, vào năm 2010 và năm 2012, trong đó lần thứ hai là trong một trận chung kết toàn Tây Ban Nha với Athletic Bilbao. Năm 2013, Chelsea trở thành đội vô địch UEFA Champions League đầu tiên giành chức vô địch UEFA Cup/Europa League vào năm tiếp theo. Năm 2014, Sevilla giành chiến thắng lần thứ ba trong vòng tám năm sau khi đánh bại Benfica trong loạt sút luân lưu. Năm 2015, Sevilla giành chiến thắng lần thứ tư trong UEFA Cup/Europa League và, một cách không thể ngờ, họ bảo vệ chức vô địch mùa giải thứ ba liên tiếp bằng cách đánh bại Liverpool trong trận chung kết năm 2016, khiến họ trở thành đội bóng thành công nhất trong lịch sử giải đấu với năm chức vô địch. Atlético giành chức vô địch thứ ba của họ vào năm 2018. Trận chung kết toàn London năm 2019 giữa Chelsea và Arsenal là trận chung kết UEFA Cup/Europa League đầu tiên giữa hai đội bóng từ cùng một thành phố. Sevilla đã thêm một lần vô địch lịch sử thứ sáu vào năm 2020, sau khi đánh bại Inter Milan, và giành chức vô địch lịch sử thứ bảy không ngờ vào năm 2023.

## Chiếc cúp vô địch
Cúp UEFA, còn được gọi là "Coupe UEFA", là đấu trường được trao hàng năm bởi UEFA cho câu lạc bộ bóng đá chiến thắng Giải vô địch bóng đá châu Âu UEFA. Trước mùa giải 2009–10, cả giải đấu và cúp đều được biết đến với tên "Cúp UEFA".
Trước khi giải đấu được đổi tên thành UEFA Europa League trong mùa giải 2009–10, quy định của UEFA quy định rằng một câu lạc bộ có thể giữ cúp ban đầu trong một năm trước khi trả lại cho UEFA. Sau khi trả lại, câu lạc bộ có thể giữ một phiên bản thu nhỏ có tỷ lệ bốn năm phần tư của cúp ban đầu. Sau khi giành chiến thắng lần thứ ba liên tiếp hoặc lần thứ năm nói chung, một câu lạc bộ có thể giữ cúp vĩnh viễn.
Theo quy định mới, cúp luôn nằm trong quản lý của UEFA. Một bản sao thu nhỏ cỡ đầy đủ của cúp được trao tặng cho mỗi đội chiến thắng giải đấu. Một câu lạc bộ giành chiến thắng ba lần liên tiếp hoặc năm lần nói chung sẽ nhận được biểu hiện danh hiệu nhiều lần chiến thắng. Kể từ mùa giải 2016–17, chỉ có Sevilla mới đạt được danh hiệu để đeo biểu hiện nhiều lần chiến thắng, sau khi đạt được cả hai thành tích yêu cầu vào năm 2016.
Cúp được thiết kế và chế tác bởi Silvio Gazzaniga, người cũng đã thiết kế Cúp bóng đá World Cup FIFA, làm việc cho Bertoni, cho trận chung kết Cúp C2 UEFA năm 1972. Nó nặng 15 kg (33 lb) và được làm bằng bạc trên một bệ đá hoa vàng. Cao 67 xentimét (26 in), chiếc cúp được tạo thành từ một nền có hai đĩa onyx trong đó có một dải với các lá cờ của các quốc gia thành viên UEFA được chèn vào. Phần dưới của tác phẩm điêu khắc tượng trưng cho những cầu thủ bóng đá theo kiểu tượng trưng và được đặt trên một tấm đá được điêu khắc bằng tay.

## Âm nhạc
Một bản nhạc cho giải, gọi là UEFA Europa League Anthem, sẽ được phát trước mỗi trận đấu tại Europa League tại các sân vận động tổ chức giải và trước mỗi lần truyền hình phát sóng trận đấu của giải cũng có âm nhạc này như một phần của phần mở đầu giải.
Bản Anthem đầu tiên của Europa League được sáng tác bởi Yohann Zveig và được ghi âm bởi Paris Opera vào đầu năm 2009. Bản Anthem cho Cúp UEFA sau khi đổi tên đã được chính thức công bố lần đầu tại Grimaldi Forum vào ngày 28 tháng 8 năm 2009 trước lễ bốc thăm chia bảng mùa giải 2009–10. Một bản Anthem mới khác đã được sáng tác bởi Michael Kadelbach và ghi âm tại Berlin, và nó đã ra mắt cùng với việc đổi thương hiệu giải vào đầu mùa giải 2015–16.
Một bản Anthem mới do MassiveMusic sáng tác đã được tạo ra từ mùa giải 2018–19. Bản nhạc này cũng được phát trước các trận đấu ở giải UEFA Europa Conference League.

## Thể thức
Mỗi liên đoàn quốc gia thành viên sẽ có 2 câu lạc bộ tham dự, trừ liên đoàn xếp thứ 52-54 chỉ có 2 đội, liên đoàn thứ 55 và Liechtenstein chỉ có một đội tham dự. Dựa trên thành tích từ mùa giải trước, các đội sẽ được vào thẳng vòng bảng hay phải tham gia vòng loại nhánh không vô địch. Các đội bị loại ở vòng loại Champions League cũng sẽ được trao cơ hội ở vòng loại Europa League nhánh vô địch, và 8 đội đứng thứ 3 vòng bảng Champions League cũng sẽ tham dự vòng 32 đội. Trước đây, giải đấu bao gồm vòng loại, vòng bảng 12 bảng 4 đội, vòng 32 đội, vòng 16 đội, tứ kết, bán kết và chung kết.
Từ mùa giải 2021/22, thể thức thi đấu có sự thay đổi, số lượng đội tham dự vòng bảng còn 32 đội chia thành 8 bảng đấu và thi đấu 2 lượt đi và về. Kết thúc vòng bảng, 8 đội đứng đầu sẽ vào vòng 16 đội, còn đội xếp thứ 2 vòng bảng sẽ thi đấu 2  trận playoff lượt đi và về với đội xếp thứ 3 vòng bảng UEFA Champions League để chọn ra 8 đội cuối cùng tham dự vòng 16 đội. Vòng 16 đội, tứ kết, bán kết và chung kết, thể thức vẫn giữ nguyên.

## Tiền thưởng
Tương tự như UEFA Champions League, số tiền thưởng mà các câu lạc bộ nhận được được chia thành các khoản thanh toán cố định dựa trên sự tham gia và kết quả, và các khoản khác nhau tùy thuộc vào giá trị thị trường truyền hình của họ.
Đối với mùa giải 2021-22, suất tham dự vòng bảng tại Europa League được hưởng mức phí cơ bản là €3.630.000. Một chiến thắng trong vòng bảng €630,000 và một trận hòa €210,000. Ngoài ra, mỗi câu lạc bộ giành vị trí nhất bảng kiếm được €1.100.000 và mỗi câu lạc bộ giành vị trí nhì bảng là €550.000. Việc lọt vào vòng loại trực tiếp sẽ tăng thêm tiền thưởng: €500.000 cho vòng 32, €1.200.000 cho vòng 16, €1.800.000 cho trận tứ kết và €2.800.000 cho trận bán kết. Câu lạc bộ thua trận chung kết nhận được €4.600.000  và câu lạc bộ vô địch nhận được €8.600.000.
- Đủ điều kiện vào vòng bảng: €3,630,000
- Thắng trận trong vòng bảng: €630,000
- Hòa trận trong vòng bảng: €210,000
- Đầu bảng: €1,100,000
- Nhì bảng: €550,000
- Vòng play-off loại trực tiếp: €500,000
- Vòng 16 đội: €1,200,000
- Tứ kết: €1,800,000
- Bán kết: €2,800,000
- Á quân: €4,600,000
- Vô địch: €8,600,000

## Tài trợ
UEFA Europa League được tài trợ bởi bảy tập đoàn đa quốc gia, có chung đối tác với UEFA Conference League.
Các nhà tài trợ chính của giải đấu cho giai đoạn 2024–27:
- Just Eat Takeaway[64]
- Hankook[65]
  - Laufenn
- Engelbert Strauss[66]
- Swissquote[67]
- Betano[68]
- Lidl[69]
- Flix SE[70]

Thương hiệu phụ Kipsta của Decathlon là nhà cung cấp bóng thi đấu chính thức từ mùa giải 2024–25 trở đi trong thời hạn ba năm.
Kể từ khi ra đời thương hiệu Europa League, giải đấu đã sử dụng hàng rào quảng cáo riêng của mình (trong năm đó, nó ra mắt trong vòng 32) giống như UEFA Champions League. Các hàng rào quảng cáo LED đã ra mắt trong trận chung kết mùa giải 2012–13 và xuất hiện trong mùa giải 2015–16 từ vòng 16 đội. Trong cùng mùa giải, từ vòng bảng trở đi, các đội không được phép hiển thị nhà tài trợ của họ. Hình ảnh này xuất hiện trong mùa giải 2018–19 cho các trận đấu được chọn trong vòng bảng và vòng 32.
Các câu lạc bộ có thể mặc áo có quảng cáo, ngay cả khi những nhà tài trợ này xung đột với những nhà tài trợ của Europa League. Hai hợp đồng tài trợ được phép trên mỗi áo (cộng với nhà sản xuất), ở ngực áo và ở tay áo trái. Được phép ngoại lệ cho các tổ chức phi lợi nhuận, có thể xuất hiện ở phía trước áo, được tích hợp với nhà tài trợ chính hoặc ở phía sau áo, hoặc ở dưới số áo hoặc giữa tên cầu thủ và cổ áo.

## Thống kê

### Thành tích theo câu lạc bộ
| Câu lạc bộ               | Vô địch | Về nhì | Năm vô địch                              | Năm về nhì       |
| ------------------------ | ------- | ------ | ---------------------------------------- | ---------------- |
| Sevilla                  | 7       | 0      | 2006, 2007, 2014, 2015, 2016, 2020, 2023 | —                |
| Inter Milan              | 3       | 2      | 1991, 1994, 1998                         | 1997, 2020       |
| Liverpool                | 3       | 1      | 1973, 1976, 2001                         | 2016             |
| Juventus                 | 3       | 1      | 1977, 1990, 1993                         | 1995             |
| Tottenham Hotspur        | 3       | 1      | 1972, 1984, 2025                         | 1974             |
| Atlético Madrid          | 3       | 0      | 2010, 2012, 2018                         | —                |
| Borussia Mönchengladbach | 2       | 2      | 1975, 1979                               | 1973, 1980       |
| Feyenoord                | 2       | 0      | 1974, 2002                               | —                |
| IFK Göteborg             | 2       | 0      | 1982, 1987                               | —                |
| Real Madrid              | 2       | 0      | 1985, 1986                               | —                |
| Parma                    | 2       | 0      | 1995, 1999                               | —                |
| Porto                    | 2       | 0      | 2003, 2011                               | —                |
| Chelsea                  | 2       | 0      | 2013, 2019                               | —                |
| Eintracht Frankfurt      | 2       | 0      | 1980, 2022                               | —                |
| Manchester United        | 1       | 2      | 2017                                     | 2021, 2025       |
| Anderlecht               | 1       | 1      | 1983                                     | 1984             |
| Ajax                     | 1       | 1      | 1992                                     | 2017             |
| Bayer Leverkusen         | 1       | 1      | 1988                                     | 2024             |
| PSV Eindhoven            | 1       | 0      | 1978                                     | —                |
| Ipswich Town             | 1       | 0      | 1981                                     | —                |
| Napoli                   | 1       | 0      | 1989                                     | —                |
| Bayern Munich            | 1       | 0      | 1996                                     | —                |
| Schalke 04               | 1       | 0      | 1997                                     | —                |
| Galatasaray              | 1       | 0      | 2000                                     | —                |
| Valencia                 | 1       | 0      | 2004                                     | —                |
| CSKA Moscow              | 1       | 0      | 2005                                     | —                |
| Zenit Saint Petersburg   | 1       | 0      | 2008                                     | —                |
| Shakhtar Donetsk         | 1       | 0      | 2009                                     | —                |
| Villarreal               | 1       | 0      | 2021                                     | —                |
| Atalanta                 | 1       | 0      | 2024                                     | —                |
| Benfica                  | 0       | 3      | —                                        | 1983, 2013, 2014 |
| Marseille                | 0       | 3      | —                                        | 1999, 2004, 2018 |
| Roma                     | 0       | 2      | —                                        | 1991, 2023       |
| Rangers                  | 0       | 2      | —                                        | 2008, 2022       |
| Athletic Bilbao          | 0       | 2      | —                                        | 1977, 2012       |
| Espanyol                 | 0       | 2      | —                                        | 1988, 2007       |
| Borussia Dortmund        | 0       | 2      | —                                        | 1993, 2002       |
| Arsenal                  | 0       | 2      | —                                        | 2000, 2019       |
| Wolverhampton Wanderers  | 0       | 1      | —                                        | 1972             |
| Twente                   | 0       | 1      | —                                        | 1975             |
| Club Brugge              | 0       | 1      | —                                        | 1976             |
| Bastia                   | 0       | 1      | —                                        | 1978             |
| Red Star Belgrade        | 0       | 1      | —                                        | 1979             |
| AZ                       | 0       | 1      | —                                        | 1981             |
| Hamburger SV             | 0       | 1      | —                                        | 1982             |
| Fehérvár                 | 0       | 1      | —                                        | 1985             |
| 1. FC Köln               | 0       | 1      | —                                        | 1986             |
| Dundee United            | 0       | 1      | —                                        | 1987             |
| VfB Stuttgart            | 0       | 1      | —                                        | 1989             |
| Fiorentina               | 0       | 1      | —                                        | 1990             |
| Torino                   | 0       | 1      | —                                        | 1992             |
| Red Bull Salzburg        | 0       | 1      | —                                        | 1994             |
| Bordeaux                 | 0       | 1      | —                                        | 1996             |
| Lazio                    | 0       | 1      | —                                        | 1998             |
| Alavés                   | 0       | 1      | —                                        | 2001             |
| Celtic                   | 0       | 1      | —                                        | 2003             |
| Sporting CP              | 0       | 1      | —                                        | 2005             |
| Middlesbrough            | 0       | 1      | —                                        | 2006             |
| Werder Bremen            | 0       | 1      | —                                        | 2009             |
| Fulham                   | 0       | 1      | —                                        | 2010             |
| Braga                    | 0       | 1      | —                                        | 2011             |
| Dnipro                   | 0       | 1      | —                                        | 2015             |

### Thành tích theo quốc gia
| Quốc gia    | Vô địch | Về nhì | Tổng cộng |
| ----------- | ------- | ------ | --------- |
| Tây Ban Nha | 14      | 5      | 19        |
| Anh         | 10      | 9      | 19        |
| Ý           | 10      | 8      | 18        |
| Đức[A]      | 7       | 9      | 16        |
| Hà Lan      | 4       | 3      | 7         |
| Bồ Đào Nha  | 2       | 5      | 7         |
| Nga         | 2       | 0      | 2         |
| Thụy Điển   | 2       | 0      | 2         |
| Bỉ          | 1       | 2      | 3         |
| Ukraina     | 1       | 1      | 2         |
| Thổ Nhĩ Kỳ  | 1       | 0      | 1         |
| Pháp        | 0       | 5      | 5         |
| Scotland    | 0       | 3      | 3         |
| Áo          | 0       | 1      | 1         |
| Hungary     | 0       | 1      | 1         |
| Nam Tư[B]   | 0       | 1      | 1         |

Ghi chú
- A ^  Bao gồm các câu lạc bộ Tây Đức, không có câu lạc bộ Đông Đức xuất hiện trong một trận chung kết.
- B ^  Lần xuất hiện trận chung kết của Nam Tư là bởi câu lạc bộ từ CHXHCN Serbia.

## Giải thưởng
Bắt đầu từ mùa giải 2016–17, UEFA đã giới thiệu giải thưởng Cầu thủ xuất sắc nhất mùa giải UEFA Europa League.
Ban giám khảo bao gồm các huấn luyện viên của các câu lạc bộ tham gia vòng bảng của cuộc thi, cũng như 55 nhà báo được lựa chọn bởi nhóm European Sports Media (ESM), một người từ mỗi hiệp hội thành viên UEFA.
| Mùa giải                                          | Cầu thủ                                           | Câu lạc bộ                                        |
| Cầu thủ xuất sắc nhất mùa giải UEFA Europa League | Cầu thủ xuất sắc nhất mùa giải UEFA Europa League | Cầu thủ xuất sắc nhất mùa giải UEFA Europa League |
| ------------------------------------------------- | ------------------------------------------------- | ------------------------------------------------- |
| 2016–17                                           | Paul Pogba                                        | Manchester United                                 |
| 2017–18                                           | Antoine Griezmann                                 | Atlético Madrid                                   |
| 2018–19                                           | Eden Hazard                                       | Chelsea                                           |
| 2019–20                                           | Romelu Lukaku                                     | Inter Milan                                       |
| 2020–21                                           | Gerard Moreno                                     | Villarreal                                        |
| 2021–22                                           | Filip Kostić                                      | Eintracht Frankfurt                               |
| 2022–23                                           | Jesús Navas                                       | Sevilla                                           |
| 2023–24                                           | Pierre-Emerick Aubameyang                         | Olympique de Marseille                            |
| 2024–25                                           | Cristian Romero                                   | Tottenham Hotspur                                 |

Bắt đầu từ mùa giải 2021–22, UEFA đã giới thiệu giải thưởng Cầu thủ trẻ xuất sắc nhất mùa giải UEFA Europa League, được chọn bởi Ban giám sát kỹ thuật của UEFA
| Mùa giải                                              | Cầu thủ                                               | Câu lạc bộ                                            |
| Cầu thủ trẻ xuất sắc nhất mùa giải UEFA Europa League | Cầu thủ trẻ xuất sắc nhất mùa giải UEFA Europa League | Cầu thủ trẻ xuất sắc nhất mùa giải UEFA Europa League |
| ----------------------------------------------------- | ----------------------------------------------------- | ----------------------------------------------------- |
| 2021–22                                               | Ansgar Knauff                                         | Eintracht Frankfurt                                   |
| 2022–23                                               | Florian Wirtz                                         | Bayer Leverkusen                                      |
| 2023–24                                               | Florian Wirtz                                         | Bayer Leverkusen                                      |
| 2024–25                                               | Rayan Cherki                                          | Lyon                                                  |